# Крысиные тропы
«Крысиные тропы» (от англ. rat lines) — термин, бывший в ходу среди американских спецслужб для обозначения системы маршрутов бегства нацистов и фашистов из Европы в конце Второй мировой войны. Эти маршруты вели главным образом в Южную Америку, в частности в Аргентину, Парагвай, Бразилию, Чили. Было два основных маршрута: первый вёл из Германии в Испанию, затем в Южную Америку; второй — из Германии в Рим и Геную, затем в Южную Америку; оба направления создавались независимо друг от друга, но в итоге могли пересекаться.
Одна из «крысиных троп», ставшая знаменитой после появления триллера Фредерика Форсайта «Досье ODESSA», была проложена сетью организации «ODESSA» (нем. Organisation der ehemaligen SS-Angehörigen — «Организация бывших членов СС»), в создании которой подозревали Отто Скорцени.

## Ранние маршруты на испанском направлении
Возникновение первых «крысиных троп» связано с развитием ватикано-аргентинских отношений перед и во время Второй мировой войны. Не позднее 1942 года кардинал Луиджи Мальоне вступил в контакт с министерством иностранных дел с запросом о «желании правительства Аргентинской Республики массово применять свой закон об иммиграции, чтобы способствовать в настоящий момент европейским католическим иммигрантам в поиске необходимой земли и капиталов в нашей стране». После этого немецкий священник Антон Вебер, глава католического общества Сан-Рафаэля, отправился в Португалию и затем в Аргентину, чтобы проложить маршрут будущей католической иммиграции. По мнению историка Майкла Фэйера, «таким было непорочное зачатие ватиканской крысиной тропы».
Таким образом, Испания стала «первым центром деятельности „крысиных троп“, сделавших возможным бегство нацистов и фашистов», хотя сам исход был спланирован Ватиканом. Франко-аргентинец Шарль Леска, член французской католической организации Аксьон франсез (организации, подавленной папой Пием XI и реабилитированной папой Пием XII) и Пьер Дайе, бельгиец со связями в испанском правительстве, были среди первых организаторов. Леска и Дайе смогли первыми бежать из Европы с помощью французского кардинала Эжена Тиссерана и аргентинского кардинала Антонио Каджиано.
В 1946 году в Испании скопились сотни военных преступников и тысячи бывших нацистов и фашистов. По словам государственного секретаря США Джеймса Бирнса, участие Ватикана в переправке беженцев было «незначительным». По мнению Фэйера, папа Пий XII «предпочитал видеть фашистских военных преступников на борту кораблей, следующих в Новый Свет, чем гниющими в лагерях военнопленных в разделённой на оккупационные зоны Германии». В отличие от ватиканской эмиграционной операции в Италии с центром в Ватикане, испанские «крысиные тропы», хотя и «благословлялись Ватиканом», были относительно независимы от иерархии Ватиканского эмиграционного бюро.

## Римские крысиные тропы

### Ранние попытки — епископ Худал
Епископ Алоиз Худал был ректором Pontificio Istituto Teutonico Santa Maria dell’Anima в Риме, семинарии для австрийских и германских священников и «Духовным главой резидентов немецкого народа в Италии».
После войны в Италии Худал активно помогал немецкоговорящим военнопленным и интернированным по всей Италии. В декабре 1944 года Ватиканский государственный секретариат Римской курии получил разрешение назначить представителя для «посещения немецкоговорящих гражданских интернированных лиц в Италии». Эта работа была поручена Худалу.
Худал использовал своё назначение, чтобы помочь бежать разыскиваемым нацистским военным преступникам, включая Франца Штангля, коменданта концентрационного лагеря Треблинка, Густава Вагнера, заместителя коменданта лагеря смерти Собибор, Алоиза Бруннера, ответственного за лагерь Дранси близ Парижа и депортации из Словакии в немецкие концлагеря, а также Адольфа Эйхмана.
Некоторых из разыскиваемых держали в пересыльных лагерях, обычно без документов; их вносили в лагерные списки под фальшивыми именами. Другие нацисты скрывались в Италии и разыскивали Худала, когда среди них стало известно о его деятельности.
В своих мемуарах Худал сказал о своих действиях: «Я благодарю Бога, что Он позволил мне навестить и утешить многих жертв в их тюрьмах и концентрационных лагерях и помочь им бежать с фальшивыми документами». Он объяснял, что в его глазах:

Война союзников против Германии была не крестовым походом, а борьбой экономических групп, за победу в которой они и бились. Этот так называемый бизнес… использовал ключевые слова, такие как демократия, соревнование, свобода религии и христианство как приманку для масс. Все эти знания были причиной, по которой я чувствовал себя обязанным после 1945 года посвятить всю мою благотворительную работу бывшим национал-социалистам и фашистам, особенно так называемым «военным преступникам».

По мнению Марка Ааронса и Джона Лофтуса, изложенному в их книге «Несвятая Троица», Худал был первым из католических священников, посвятившим себя организации маршрутов побега. Ааронс и Лофтус утверждают, что Худал снабжал объекты своей благотворительности деньгами, чтобы помочь им скрыться и, что более важно, фальшивыми бумагами, включая идентификационные документы, выданные Ватиканской организацией помощи беженцам (Commissione Pontificia d’Assistenza).
Эти ватиканские бумаги не были настоящими паспортами и их не было достаточно для выезда за границу. Это были, скорее, первичные документы — которые могли быть использованы для получения паспорта перемещённого лица от Международного комитета Красного Креста (МККК), который, в свою очередь, можно использовать для получения виз. Теоретически МККК мог проверить прошлое получателей паспортов, но на практике слова священника и особенно епископа было вполне достаточно. Согласно фактам, полученным Гиттой Серени у руководителя римского отделения МККК, Худал мог также использовать свою должность епископа для получения документов, «изготовленных по его спецификациям». Источники Серени раскрыли также активную незаконную торговлю крадеными и поддельными документами МККК в Риме того времени.
Согласно рассекреченным отчётам американской разведки, Худал был не единственным священником, помогавшим нацистским беглецам в то время. В «La Vista report», рассекреченном в 1984 году, агент Корпуса контрразведки (CIC) Винсент Ла Виста докладывал, как он легко добыл поддельные документы МККК для якобы двух венгерских беглецов с помощью письма от отца Йозефа Галлова. Галлов, осуществлявший спонсировавшуюся Ватиканом благотворительность для венгерских беженцев, не задавал вопросов и написал письмо своему «личному контактному лицу в Международном Красном Кресте, которое затем выдало паспорта».

### Крысиная тропа Сан Жироламо
Согласно книге Ааронса и Лофтуса, частная операция Худала была мелким предприятием по сравнению с более поздними. Главная римская крысиная тропа действовала с помощью небольшой, но влиятельной сети хорватских священников, членов ордена францисканцев, руководимой отцом Крунославом Драгановичем.
Драганович организовал сложную цепь со штаб-квартирой в San Girolamo degli Illirici — семинарском колледже в Риме, со звеньями из Австрии в пункт назначения в порту Генуи.
Крысиная тропа вначале была сфокусирована на помощи членам хорватского движения усташей, из которых самым известным был хорватский диктатор военного времени Анте Павелич.
Среди священников, задействованных в организации, были: отец Вилим Чечеля, бывший военный викарий усташей, проживавший в Австрии, где скрывались многие усташи и нацисты; отец Драгутин Камбер из Сан Жироламо; отец Доминик Мандич, официальный представитель Святого Престола в Сан Жироламо, а также «главный экономист» или казначей францисканского ордена — который использовал влияние францисканцев для налаживания крысиной тропы; и монсеньор Карло Петранович, живший в Генуе. Вилим вступал в контакт со скрывавшимися в Австрии и помогал им пересечь границу в Италию; Камбер, Мандич и Драганович находили им жильё, часто в монастырях, пока они организовывали документы; наконец Драганович звонил по телефону Петрановичу в Геную и сообщал количество требуемых мест на рейс в Южную Америку.
Операция крысиной тропы Драгановича не была тайной для разведчиков и дипломатов в Риме. Не позднее августа 1945 года командование союзников в Риме запрашивало данные об использовании Сан Жироламо в качестве «гавани» для усташей. Год спустя в докладе Государственного департамента США от 12 июля 1946 года был приведён список из девяти военных преступников, включавший албанцев, черногорцев, а также хорватов и других «не укрывающихся в COLLEGIUM ILLIRICUM (то есть San Girolamo degli Illirici), но получавших поддержку и защиту церкви иным путём». Британский посланник к Святому Престолу, Фрэнсис Осборн, запрашивал Доменико Тардини, высокопоставленного представителя Ватикана, о разрешении на рейд британской военной полиции в экстерриториальные ватиканские институции в Риме. Тардини ответил отказом и отрицал, что церковь укрывает преступников.
В феврале 1947 года специальный агент CIC Роберт Клейтон Мудд доложил, что десять членов усташеского кабинета министров Павелича живут в Сан Жироламо или даже в Ватикане. Мудд проник в монастырь и подтвердил, что «он набит усташескими деятелями», охраняемыми «вооружёнными молодцами». Мудд также доложил:

В дальнейшем было установлено, что эти хорваты ездят туда сюда из Ватикана несколько раз в неделю в автомобиле с шофёром, лицензионная карточка которого несёт две буквы CD, «Corpo Diplomatico». Машина выезжает из Ватикана и выгружает своих пассажиров в монастыре Сан Жеронимо. Ввиду дипломатического иммунитета нельзя остановить автомобиль и узнать, кто эти пассажиры.

Заключение Мудда было следующим:

Покровительство Драгановича этим хорватским усташам определённо связывает его с планом Ватикана укрыть бывших усташеских националистов до тех пор, пока они смогут подготовить им надлежащие документы на разрешение выезда в Южную Америку. Ватикан, несомненно рассчитывая на сильные антикоммунистические чувства этих людей, стремится внедрить их любым путём в Южную Америку возможно для противодействия красной доктрине. Достоверно установлено, например, что д-р Вранчич уже отбыл в Южную Америку и что уже запланировано скорое убытие в Южную Америку Анте Павелича и генерала Крена через Испанию. Обо всех этих операциях, как говорят, договаривался Драганович, используя своё влияние в Ватикане.

Существование крысиной тропы Драгановича было подтверждено ватиканским историком, отцом Робертом Грэхэмом: «Я не сомневаюсь в том, что Драганович был чрезвычайно активен при переправке своих хорватских друзей усташей.» Однако Грэхэм настаивал, что Драганович не имел на это официальной санкции своего руководства: «То, что он священник не значит, что он представляет Ватикан. Это была его собственная операция». В четырёх случаях Ватикан выступал на стороне интернированных заключённых усташей. Секретариат государства запрашивал правительства Великобритании и США об освобождении хорватских военнопленных из британских лагерей в Италии.

### Участие разведки США
Вначале офицеры американской разведки были скорее наблюдателями за крысиной тропой Драгановича. Однако положение изменилось летом 1947 года. Рассекреченный теперь рапорт американской военной разведки от 1950 года раскрывает в деталях историю контрабанды людьми в следующие три года. Согласно рапорту, с этого момента американские силы сами начали использовать сеть Драгановича для эвакуации её «посетителей». В рапорте говорится, что были «посетители, которые были в заключении в 430-м CIC и полностью обработаны в соответствии с действующими директивами и требованиями и продолжают проживать в Австрии под охраной, а также являются источником неприятностей для генерального командования USFA, так как советское командование узнало об их присутствии в американской зоне в Австрии и запросило в некоторых инстанциях возвращения этих лиц в советское заключение».
Речь шла о предполагаемых военных преступниках из зон, оккупированных Красной армией, которых США обязаны были выдать для судебного разбирательства Советскому Союзу. По общему мнению, США делали это неохотно, частично из-за недоверия к судебной системе СССР (смотри Операция «Килхол») и в то же время из-за желания использовать нацистских учёных и другие ресурсы. Драганович был вовлечён в доставку «гостей» в Рим: «Драгонович занимался всеми этапами операции после прибытия беженцев в Рим, такими как подготовка итальянских и южноамериканских документов, виз, печатей, организацией перемещения, сушей или морем и уведомлением миграционных властей иностранных государств». Разведка США использовала эти методы, чтобы получить нацистских учёных и военных стратегов в свои военные и научные центры в США, если Советский Союз ещё не затребовал их выдачи. Многие нацистские учёные, работавшие в США, были получены в ходе операции «Скрепка».

### Аргентинский маршрут
«В Нюрнберге в это время произошло нечто, что лично я считаю бесчестием и неудачным уроком для будущего человечности. Я уверен, что аргентинский народ тоже признал Нюрнбергский процесс бесчестием, недостойным победителей, которые вели себя так, будто они не победили. Мы поняли теперь, что они заслужили проигрыша в войне»
— аргентинский президент Хуан Перон о Нюрнбергском трибунале над нацистскими военными преступниками.
В своей книге The Real Odessa, написанной в 2002 году, аргентинский исследователь Уки Гоньи использовал появившийся доступ к архивам страны, чтобы показать, что аргентинские дипломаты и офицеры разведки, следуя указаниям Перона, энергично поощряли нацистских и фашистских военных преступников переселяться в Аргентину. По данным Гоньи, аргентинцы не только сотрудничали с крысиной тропой Драгановича, но и создали свои собственные маршруты через Скандинавию, Швейцарию и Бельгию.
Гоньи пишет, что Аргентина впервые занялась контрабандой нацистов в январе 1946 года, когда аргентинский епископ Антонио Каджиано, епископ Росарио и глава аргентинской секции Католической Акции, отправился с епископом Агустином Барьере в Рим, где Каджиано должен был получить звание кардинала. Во время пребывания в Риме епископы встретились с французским кардиналом Эженом Тиссераном, которому было передано сообщение (зафиксированное в аргентинских дипломатических архивах), гласившее: «Правительство Аргентинской Республики заинтересовано в получении французов, чьи политические отношения в ходе недавней войны могут помешать им вернуться во Францию из-за жестокого обращения и личной мести». Весной 1946 года многие из французских военных преступников, фашистов и официальных деятелей режима Виши переправились из Италии в Аргентину тем же путём: они получали паспорта в Римском офисе Красного Креста; затем в них ставилась аргентинская туристическая виза (требование справки о здоровье и наличие обратного билета было отменено по рекомендации Каджиано). Первым задокументированным случаем прибытия в Буэнос-Айрес французского военного преступника был Эмиль Девуатин — позднее заочно приговорённый к 20 годам каторжных работ. Он приплыл первым классом на том же судне, что и возвращавшийся кардинал Каджиано.
Вскоре после этого аргентинская контрабанда нацистов была институционализована, как пишет Гоньи, когда новое правительство Перона назначило в феврале 1946 года антрополога Сантьяго Перальта иммиграционным комиссаром, а бывшего агента Риббентропа Людвига Фройде — шефом разведки. Гоньи доказывает, что эти двое создали «спасательную команду» из агентов секретных служб и иммиграционных «советников», многие из которых сами были европейскими военными преступниками с аргентинским гражданством и трудоустройством.

## ODESSA
Существование итальянских и аргентинских крысиных троп было подтверждено относительно недавно, главным образом в результате исследования рассекреченных в последнее время архивов. До появления работ Ааронса-Лофтуса и Уки Гоньи (2002) обычной точкой зрения было то, что бывшие нацисты, организовавшись в тайные сети, сами организовали маршруты побега. Самой знаменитой такой сетью стала ODESSA (Организация бывших членов СС), основанная, по данным Симона Визенталя, в 1946 году. В организацию входили оберштурмбаннфюрер СС Отто Скорцени, штурмбаннфюрер Альфред Науйокс и в Аргентине Родольфо Фройде.
Алоиз Бруннер, бывший комендант лагеря Дранси близ Парижа, бежал с помощью ODESSA в Рим и затем в Сирию. (Считается, что Бруннер самый высокопоставленный нацистский преступник из живших в 2007 году). Утверждается, что ODESSA несёт ответственность за подрыв автомобиля 9 июля 1979 года с целью убийства охотников за нацистами Сержа и Беаты Кларсфельд. По мнению Пауля Маннинга (1980), «в итоге свыше 10000 бывших немецких военных бежали в Южную Америку через ODESSA и Deutsche Hilfsverein…»

## Сбежавшие крысиными тропами
Некоторые из нацистских и военных преступников, бежавших с использованием крысиных троп:
- Людольф-Герман фон Альвенслебен
- Герберт Андорфер
- Клаус Барби
- Алоиз Бруннер
- Густав Вагнер
- Фридрих Варцок
- Вальтер Кучман
- Йоханн фон Леерс
- Йозеф Менгеле
- Анте Павелич
- Эрих Прибке
- Вальтер Рауфф
- Эдвард Рошман
- Иоганн Фейл
- Ариберт Хайм
- Йозеф Шваммбергер
- Франц Штангль
- Ганс Эйзеле
- Адольф Эйхман